# Envas comestible

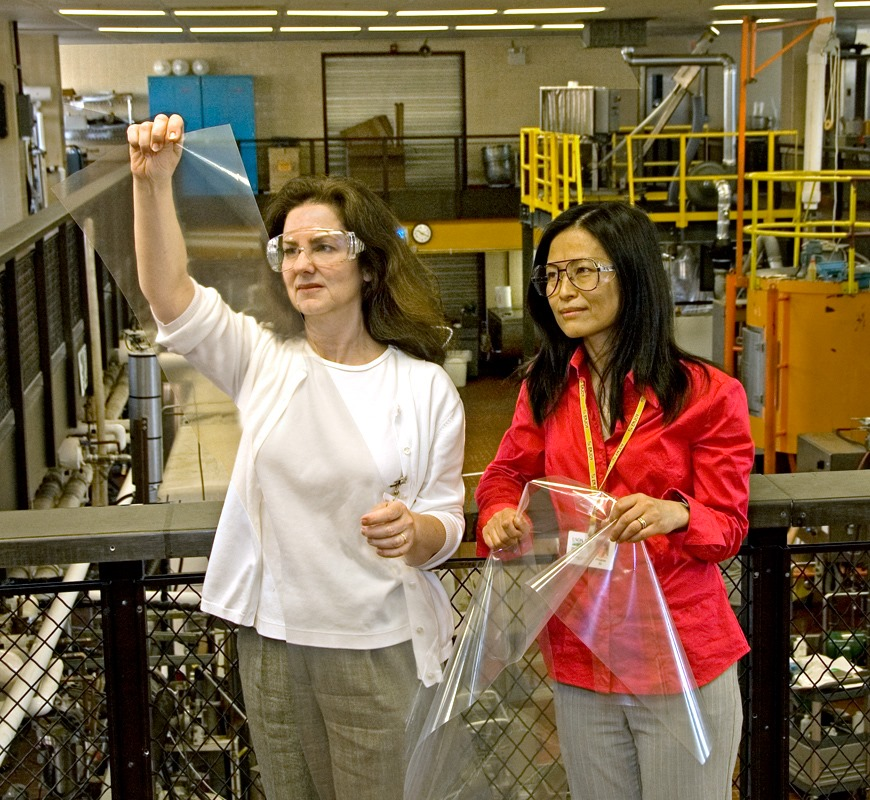
Desenrotllant un embolcall de pel·lícula de caseïna comestible

Els envasos comestibles es refereixen als envasos que són comestibles i biodegradables.

## Envasos d'aigua tradicionals
Cada any es produeixen als Estats Units uns 50.000 milions d'ampolles d'aigua de plàstic d'un sol ús fabricades amb tereftalat de polietilè (PET) i la majoria es llencen a les escombraries, reciclant-les o no. Segons l'Associació Nacional per a Recursos de Contenidors de PET, la taxa de reciclatge de PET s'ha mantingut estable en un 31% des del 2013.
Els polièsters com el PET es poden descompondre per degradació hidrolítica: la connexió èster es talla amb una molècula d'aigua. La reacció es produeix de manera diferent en condicions àcides o alcalines, però funciona millor a temperatures entre 200 i 300° C. En condicions ambientals, el procés és indetectable i lent.
El PET es considera essencialment no biodegradable, i es calcula que les ampolles de plàstic triguen fins a 450 anys a descompondre's. Per això, s'estan buscant altres materials d'embalatge.

## Envasos alimentaris comestibles
Diversos fabricants desenvolupen o produeixen envasos alimentaris comestibles. Un exemple es basa en les algues, Eucheuma cottonii.

### Gel d'alginat càlcic

Alginat de sodi (NaAlg)

Els alginats són el producte natural de les algues marrons i s'han utilitzat àmpliament en apòsits, lliurament de medicaments i enginyeria de teixits, així com en aplicacions alimentàries. L'alginat de sodi és un copolímer sense ramificar de sucres 1,4-β-d-mannuronat (M) i α-l-guluronat (G).
L'alginat de sodi (NaAlg) es coagula quan s'exposa al clorur de calci (CaCl ₂) i forma alginat de calci (CaAlg ₂) i clorur de sodi (NaCl), segons la reacció següent: 
2NaAlg + CaCl₂ → CaAlg₂ + 2NaCl 

### Seguretat i biodegradabilitat
La biocompatibilitat dels gels d'alginat s'ha estudiat extensament i la seva seguretat per al consum està ben establerta. Com a polisacàrids naturals resistents a la degradació per enzims digestius humans, els alginats es classifiquen com a fibra dietètica. Tot i que no es digereix si es menja, la càpsula Ooho es descompondrà gradualment a mesura que el calci es difongui de la matriu del gel a la inversa de la reacció anterior.
CaAlg₂ + 2NaCl → 2NaAlg + CaCl₂
Com que és un polímer monocatenari, l'alginat es pot despolimeritzar (dividint en unitats més petites) mitjançant diverses reaccions químiques. Tant els mecanismes àcids com els alcalins poden trencar els vincles entre els monòmers manuronat (M) i guluronat (G). L'oxidació per radicals lliures és una altra manera de degradar l'alginat al medi ambient. Moltes espècies bacterianes produeixen un enzim (alginat liasa) que pot descompondre la molècula en components de sucre únics, que poden actuar com a font d'energia per a l'organisme.